# Pascal Schmidt (labdarúgó, 1992)
Pascal Schmidt (Unna, 1992. január 17. –) német labdarúgó, az Arminia Bielefeld középpályása.